# Schuko

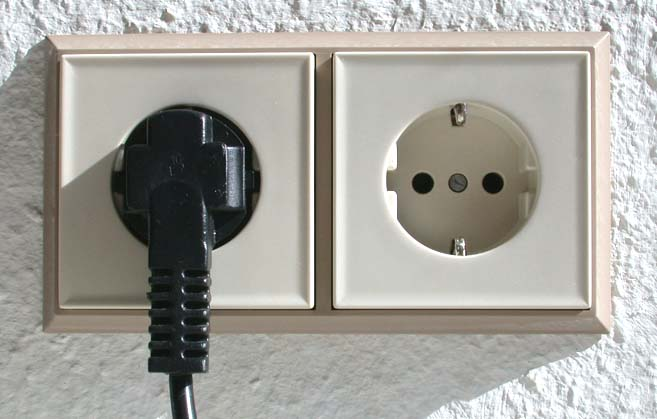
Schuko-Steckdose

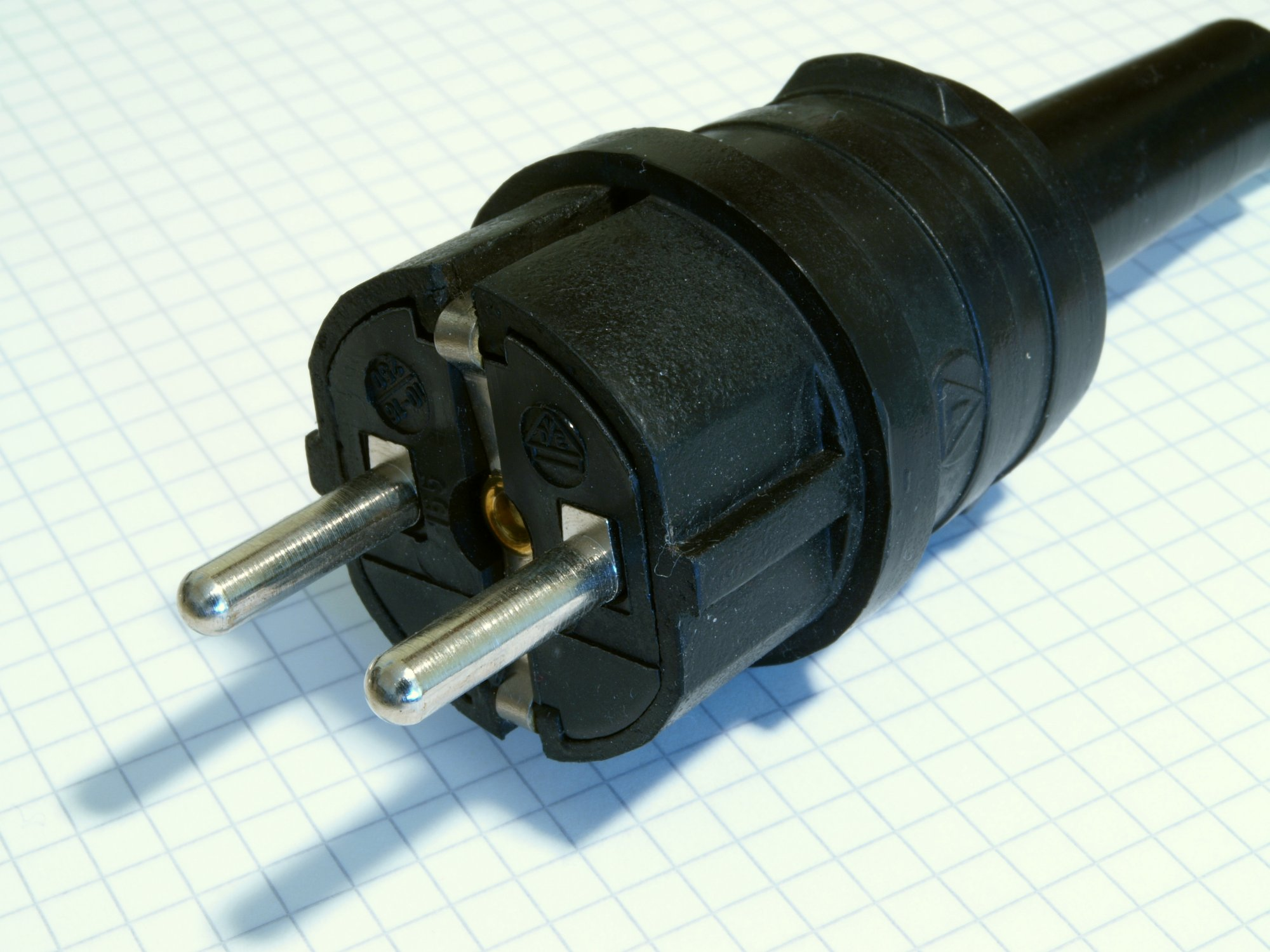
Schuko-Stecker nach CEE 7/4

Schuko ist ein Silbenwort für Schutz-Kontakt und bezeichnet ein System von nicht verpolungssicheren Steckern (CEE 7/4) und Steckdosen (CEE 7/3), das vorwiegend in Europa und einigen Ländern Asiens verbreitet ist. International ist dieses System aus Schutzkontaktsteckdose und Schutzkontaktstecker auch als Stecker-Typ F bekannt und teilweise kompatibel mit dem „französischen“ (ursprünglich belgischen) System namens Stecker-Typ E. Der Begriff ist geschützt und wird vom SCHUKO-Warenzeichenverband verwaltet.
In Europa werden Schuko-Steckdosen nur in folgenden Ländern nicht verwendet: Belgien, Frankreich, Großbritannien, Irland, Polen, Schweiz, Slowakei und Tschechien. In Italien können teilweise Schukostecker verwendet werden. In Dänemark sind sie seit 2011 zugelassen, aber aktuell noch nicht weit verbreitet. In der Schweiz ist der Verkauf von Geräten mit Schutzkontaktstecker ausdrücklich verboten.
Terminologisch gilt zu beachten, dass die Langbezeichnung Schutzkontaktstecker nicht ausschließlich für das Schuko-System, sondern zuweilen auch für andere Stecksysteme mit Schutzkontakt verwendet wird, wie etwa in diversen Online-Shops für die 3- und 5-poligen Stecker der Schweizer Norm SN 441011.

## Geschichte
Im Jahr 1925 präsentierte der Gastwirtssohn Albert Büttner aus Rückersdorf bei Nürnberg, Gründer der heutigen ABL GmbH, auf der Leipziger Herbstmesse einen SCHUKO-Stecker. Für diesen wurde ihm 1930 das Patent DE 489003 für einen Stecker mit Erdungseinrichtung gewährt. Büttners Patent DE 370538 wird oft als Bezugnahme auf Schuko zitiert, aber es bezieht sich eigentlich auf ein Verfahren zum Zusammenhalten aller Teile des Steckers oder der Buchse mit einer einzigen Schraube; hierbei gibt es keine Erwähnung der Erdverbindung.
Das Patent, welches das Schuko-Stecksystem dann in seiner bis heute benutzten Form erstmals zeigte, wurde von den Siemens-Schuckertwerken AG am 24. Dezember 1929 in Deutschland angemeldet. Als Erfinder wurde der Siemens-Oberingenieur Wilhelm Klement genannt (DRP 567906, angemeldet am 24. Dezember 1929; erteilt am 12. Januar 1932).

Stecker mit Erdungseinrichtung nach Patent DE 489003 der Bayerischen Elektrozubehör A. G. Im Gegensatz zum heutigen Schuko-System sind Erdungszungen (rot) am Stecker anstelle der Erdungsklammern der Steckdose angebracht
Abbildung der ursprünglich zwei im Jahre 1929 von den Siemens-Schuckertwerken zum Patent angemeldeten Schuko-Varianten.[6] Die Variante in der rechten Spalte hat sich durchgesetzt

## Aufbau

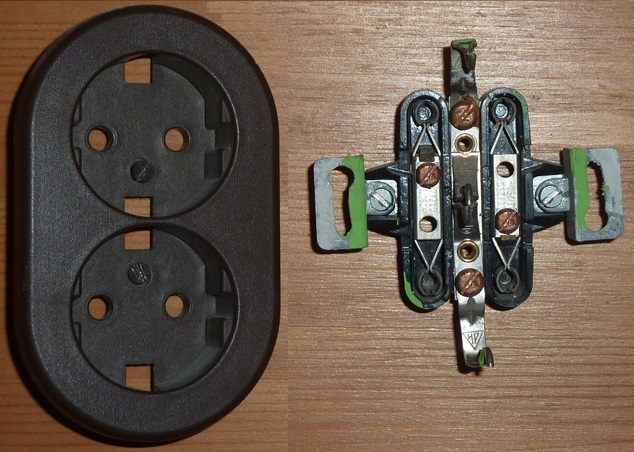
Einzelteile einer Doppel-Steckdose
(eine 2-in-1-Steckdose, die in einer einzigen Unterputz- oder Hohlwanddose montiert werden kann, dafür aber weiter aus der Wand herausragt)

Der Schuko-Stecker besitzt zwei runde Kontaktstifte mit 4,8 mm Durchmesser, 19 mm Länge und 19 mm Achsenabstand für Außenleiter und Neutralleiter. Ein dritter Pol, der Schutzkontakt, soll Fehlerströme ableiten, die beispielsweise bei einem Körperschluss auftreten können, sobald der elektrische Stromkreis durch die beiden anderen Pole geschlossen wird. Daher muss die Verbindung mit dem Schutzkontakt zuerst erfolgen, also voreilend sein. Beim Schuko-Stecker wird dies über Kontaktflächen an der Steckerseite und die zugehörigen Kontaktfedern der Dose gewährleistet.
Die Grundebene der Abdeckung ist für den Berührungsschutz von einem etwa 19 mm hohen Kragen umgeben. Dadurch können die Kontaktstifte von der Seite her nur so lange berührt werden, solange sie noch nicht die Kontaktbuchsen berühren.

## Steckvorrichtung
Der Schuko-Stecker ist eine Steckvorrichtung, die bestimmungsgemäß unter elektrischer Spannung oder Last eingesteckt und getrennt werden kann. Eine Voraussetzung für solch eine Steckvorrichtung ist der voreilende Kontakt des Schutzleiters, was bei einem Schuko-Stecker erfüllt ist. Das Gegenteil ist eine Steckverbindung, die niemals unter Last und zum Teil auch nicht unter elektrischer Spannung verbunden und getrennt werden darf.

## Anschluss
Zum Anschluss wird eine dreiadrige Leitung verwendet: ein Außen- und ein Neutralleiter zuzüglich des geerdeten Schutzleiters. Schukosteckverbinder sind symmetrisch und damit nicht verpolungssicher, d. h. Außen- und Neutralleiter sind nicht fest zugewiesen.
Elektrisch leitfähige Gehäuse müssen mit dem Schutzleiter verbunden werden.
Geräte mit Schutzisolierung sind über zweipolige Leitungen mit Konturenstecker (CEE 7/17) oder Eurostecker versorgt. Beim Ersatz einer zweipoligen Leitung durch eine dreipolige ist die grüngelbe PE-Ader nur im Schuko-Stecker anzuklemmen und auf der Geräteseite fachgerecht zu isolieren und mechanisch gegen Berührung zu isolieren.

## Spannung und Strom
Das Schukosystem ist für Spannungen von 220 V bis 240 V (Nennspannung: 230 V) bei 50 Hz vorgesehen, Stecker, Dosen und Verlängerungsleitungen sind in der Regel für einen Strom von 16 A ausgelegt, was bei 230 V einer Leistung von 3,68 kW entspricht.
Für Dauerströme bis 16 A gibt es blaue, umgangssprachlich „Camping- oder Caravanverbinder“ genannte Steckverbinder „L+N+PE, 6h“ nach IEC 60309, die auch für den Außeneinsatz geeignet sind.

## Kompatibilität

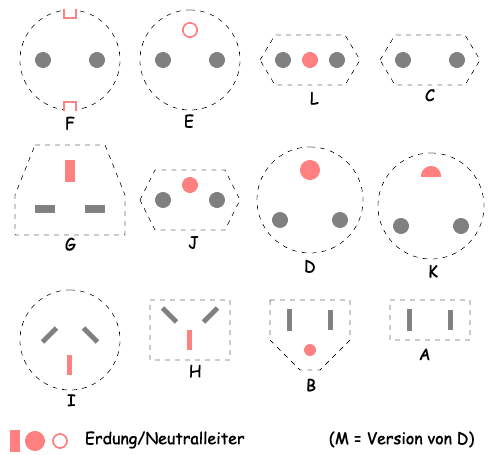
Stecker-Typen
- Schuko, Stecker-Typ F, CEE 7/17 (2-polig) und CEE 7/4 (3-polig), in der Version CEE 7/7 (3-polig) mit Stecker-Typ E kompatibel
- Stecker-Typ E, CEE 7/5: Frankreich, Belgien, Marokko, Polen, Slowakei, Tschechien, Tunesien
- Stecker-Typ L: Italien,
- Eurostecker Typ C, CEE 7/16, mit Typen J und K kompatibel
- Stecker-Typ G: UK, Irland, Malta, Zypern
- Stecker-Typ J: Schweiz,
- Stecker-Typ D, Stecker-Typ M: Indien, Libyen, Südafrika
- Stecker-Typ K: Dänemark und Grönland,
- Stecker-Typ I: Australien und China,
- Stecker-Typ H: Israel,
- Stecker-Typ B, Stecker-Typ A: USA, Japan

Das 2P+T-System (Stecker-Typ E) (Belgien, Frankreich, Polen, Tschechien) ist mechanisch inkompatibel zu den Schuko-Steckdosen, da die Erdkontaktfedern das Einstecken behindern.
Der Stecker CEE 7/7 passt in beide Schutzsysteme, er hat eine zusätzliche Bohrung mit Kontakt für den PE-Stift der Steckdose Typ E und die PE-Kontaktfedern des Schuko-Systems.
In die Schukosteckdose passt ein zweipoliger Konturenstecker in der Variante CEE 7/17 ohne Schutzkontakt mit gleichem Profil und passenden Ausschnitten an den Stellen der Dosenschutzkontakte. Dieser kommt häufig bei schutzisolierten Geräten wie Staubsaugern und Haartrocknern mit einer Stromaufnahme über 2,5 A vor, für die der Eurostecker nicht mehr zugelassen ist.
Der sogenannte Eurostecker nach CEE 7/16 erkennbar an den dünneren teilisolierten Stiften für den Berührungsschutz ist bis 2,5 A zugelassen und passt zu vielen Steckdosen weltweit, auch in der Schweiz (SN 441011) und in Dänemark (Stecker-Typ K).

## Sicherheit
Geräte der Schutzklasse I werden dadurch geschützt, dass beim Einführen die vorauseilenden Schutzkontakte als Erste die elektrisch leitende Verbindung des PE-Leiters herstellen und beim Herausziehen als letzte trennen. Das Profil der Dose verhindert das Einstecken inkompatibler zweipoliger Stecker älterer Bauart.
Beim Betrieb von neuen Geräten der Schutzklasse I an alten zweipoligen Dosen besteht Stromunfallgefahr.

### Verpolungssicherheit
Das Schuko-System ist nicht verpolungssicher. Der Außenleiter kann durch eine Drehung des Steckers um 180° mit dem Neutralleiter getauscht werden.
Als das Schuko-System nach dem Ersten Weltkrieg eingeführt wurde, spielte die Polung der beiden stromführenden Leiter für die Sicherheit noch keine Rolle: Damals war es noch üblich, mit einer Dreieckspannung von 220 V zu arbeiten (Drehstrom 3 × 127 V). Bei dieser Anschlusstechnik lag an beiden stromführenden Leitern eine gleich hohe Spannung gegenüber Erde an und es war daher nicht notwendig, zwischen den beiden Leitern zu unterscheiden.
Bei heute verbreiteten TN-Systemen mit einer Sternspannung bis 1987 von 220 V, seitdem 230 V nominal (Dreieckspannung bis 1987 380 V, jetzt 400 V) liegt dagegen auf dem einen Leiter, dem Außenleiter, die volle Spannung gegenüber Erde an. Der andere Leiter, der Neutralleiter, ist über die Potentialausgleichsschiene der Hausinstallation geerdet. Der Neutralleiter hat gegenüber dem Schutzleiter ein anderes elektrisches Potential, welches sich bei Stromdurchfluss durch den am Leitungswiderstand entstehenden Spannungsabfall ergibt.

Polung der 1937 entworfenen Schweizer T13-Steckdose bei Betrachtung von vorne.
Blau (links): Neutralleiter
Grün-gelb (Mitte): Schutzleiter
Braun (rechts): Außenleiter

Bereits das 1937 entworfene Schweizer Stecksystem Typ 13 ist durch den seitlich versetzen Erdkontakt und die fest definierte Anordnung von Außenleiter und Neutralleiter verpolungssicher. Auch alle neueren Steckernormen, wie etwa das 1947 eingeführte britische System (Stecker-Typ G) oder das 1986 von Schweizer System T13 abgeleitete und als weltweit einheitliche Lösung vorgeschlagene IEC-60906-1-System, sind verpolungssicher konstruiert. Solche modernen Systeme haben gegenüber dem Schuko-System den Vorteil, dass ein auch nur einpoliger Geräteschalter in allen Fällen den gegen Erde Spannung führenden Außenleiter abschaltet. Zum Beispiel ist dann sichergestellt, dass die Spannung stets am Fußkontakt einer Glühlampe und nicht am leichter berührbaren Gewinde anliegt und ausgeschaltet kein Kontakt der Fassung unter Spannung steht. Dazu ist aber anzumerken, dass man durchaus auf fehlerhaft verdrahtete Steckerteiler trifft und man sich daher trotz allem keinesfalls auf die Richtigkeit der Polung verlassen darf.
Beim Schuko-System hängt das davon ab, in welche Richtung der Stecker in der Steckdose eingesteckt ist. Es gibt keine Vorschrift, die angibt, auf welcher Seite einer Schuko-Steckdose der Außenleiter angeschlossen werden soll. Es ist jedoch empfehlenswert, dies innerhalb einer Anlage einheitlich zu halten. Wird der Außenleiter bei waagerecht angeordneten Polen links angeschlossen, so ist bei der sicherlich häufigsten Benutzungsart (Winkelstecker mit nach unten zeigendem Kabel) immerhin Kompatibilität mit dem französischen System hergestellt. Allerdings galten bei diesen System in der Vergangenheit in verschiedenen Ländern unterschiedliche Vorgaben, an welcher Seite der Außenleiter anzuschließen ist, wodurch auch hier keine Einheitlichkeit gegeben ist.

### Erhöhter Berührungsschutz
Die Steckdosen sind im Allgemeinen nicht gesondert gegen das Einführen von Gegenständen gesichert. In Deutschland ist in Kindergärten eine solche Sicherung jedoch Pflicht. Häufig wird dieses Thema unter den Stichworten „Kindersicherungen für Steckdosen“ oder „Steckdosensicherung“ behandelt. Das Ziel ist es, Stromunfälle zu verhindern.

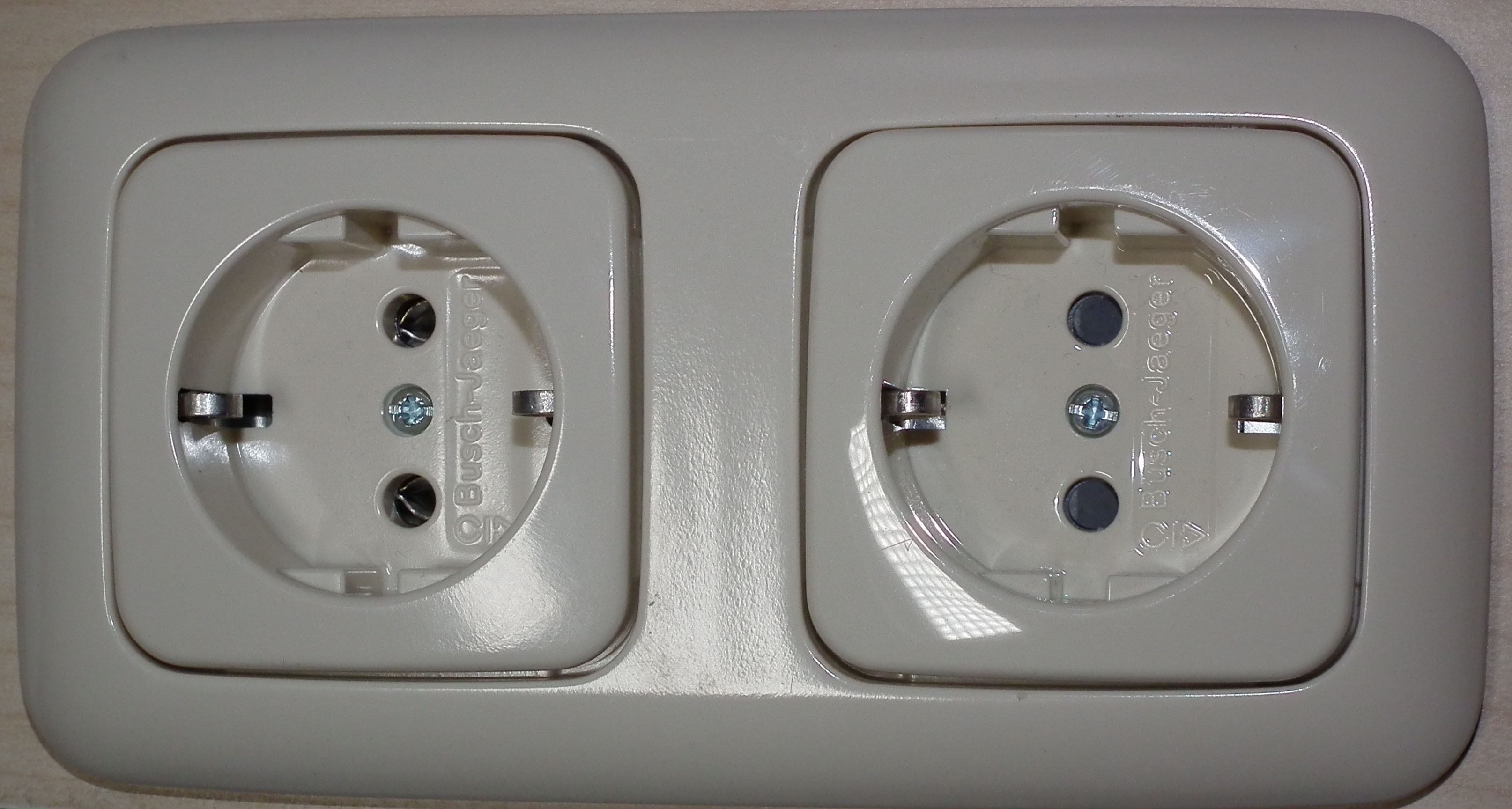
Schuko-Doppelsteckdose: links ohne, rechts mit erhöhtem Berührungsschutz: Während links die blanken Kontakte erkennbar sind, sind die Öffnungen rechts durch zwei Stopfen verschlossen. Die Stopfen haben eine angeschrägte Oberfläche und sollen sich nur dann zur Seite bewegen, wenn die Kontakte des Steckers in beide Öffnungen zugleich eingeführt werden.

Es gibt Steckdosen mit integriertem „erhöhtem Berührungsschutz“. Die heutigen Modelle bleiben üblicherweise beim Druck auf nur eine der beiden Öffnungen verschlossen. Nur wenn ein Stecker gleichmäßigen Druckkontakt auf beide Öffnungen ausübt, federt der Verschluss zurück und gibt die Öffnungen frei. 
Zum Nachrüsten sind Abdeckungen erhältlich, die jeweils vor Benutzung der Steckdose entfernt werden müssen. Dies kann durch einen speziellen Schlüssel oder durch das Einführen der Kontakte des Steckers geschehen.
Sogenannte „Kinderschutz-Plättchen“ verbleiben demgegenüber in der Steckdose. Die Öffnungen der Steckdose werden freigegeben, wenn der Stecker in die Vertiefungen des Plättchens gedrückt und zugleich gedreht wird. Gemäß den österreichischen Bestimmungen für Elektrotechnik ÖVE-IG 31c/1988 dürfen die Abmessungen der Steckvorrichtungen nicht durch nachträglich angebrachte Vorrichtungen verändert werden, weshalb für diese Einsätze ein Verbot des Inverkehrbringens ausgesprochen wurde. Auch nach den VDE-Bestimmungen dürfen die Maße nicht verändert werden.
Bis zum Jahr 2017 war als Steckdose in der Schweiz die Variante T12 gesetzlich im Neubau zulässig, bei der beim Einstecken der T12-Stecker mit durchgehendem Metallpol das Risiko der Berührung hoch ist (durch Bestandsschutz noch heute im Einsatz). Im Vergleich zur nachfolgenden Ausführung T13 von Stecker und Steckdose sind die T13-Kontaktstifte im hinteren Bereich isoliert und die Steckdose hat einen sogenannten Kragen als Berührungsschutz.

## Vergleich zu anderen Systemen
Im Vergleich mit dem noch älteren amerikanischen System und Systemen ohne Schutzkontakte galt das Schuko-System viele Jahrzehnte nach seiner Einführung als eines der sichersten Stecksysteme, das sich auszeichnet durch:
- Fingersicherheit (mit den Fingern sind keine Kontakte – außer den Schutzkontakten – erreichbar)
- vorauseilender Schutzkontakt
- sicherer mechanischer Halt
- gute mechanische Beanspruchbarkeit
- starke stromführende Kontakte (bis 16 A)

Inzwischen sind aber die Vorteile des Schuko-Systems nicht mehr mit denen moderner Konzepte vergleichbar. Als wesentliche Probleme gelten:
- Fehlen der in modernen TN-Netzen wünschenswerten Verpolungssicherheit,
- geringer Schutz gegen Nässe und die Berührung mit Fremdkörpern (z. B. bei spielenden Kindern mit Stricknadeln – umgangssprachlich Kinderschutz genannt). Kindersicherungen (erhöhter Berührungsschutz gemäß VDE0620) sind von namhaften Steckdosenherstellern bereits integriert und können mit Zubehör in Schutzart IP44 umgebaut werden.
- wesentlich größere Stecker-Abmessungen, als heute dank moderner Kunststoff-Spritzgusstechnik für eine gute mechanische Beanspruchbarkeit notwendig wären und
- mechanisch anfällige Schutzkontakte, die leicht zu verbiegen oder etwa beim Streichen mit Farbe zu verunreinigen sind.

Aus diesen Gründen wurde das Schuko-System als europa- oder weltweite Norm abgelehnt und stattdessen 1986 das IEC-60906-1-System als moderner Nachfolger vorgeschlagen; praktische Initiativen zu dessen Einführung sind in Europa allerdings seit Mitte der 1990er Jahre wieder eingeschlafen.
Durch die am europäischen Markt entstandene De-facto-Dominanz des kombinierten Steckers CEE 7/7, der sowohl zu Schuko-Steckdosen als auch zu Steckdosen mit Erdungsstift (CEE 7/5) kompatibel ist, hat sich sogar eine Entwicklung in die entgegengesetzte Richtung ergeben. Italien hat das Schuko-System mittels einer kombinierten Steckdose in seinen nationalen Standard CEI 23-50 integriert. Dänemark hat seinen Widerstand aufgegeben und 2008 die Montage von Steckdosen mit Erdungsstift sowie 2011 von Schuko-Steckdosen erlaubt.
Die Schweiz hat ebenfalls auf die entstandene Dominanz der Steckertypen CEE 7/7 und CEE 7/17 (Konturenstecker) reagiert, jedoch nicht wie Italien mit Kombisteckdosen, sondern mit der Entwicklung sogenannter Fixadapter. Diese sind herstellerunabhängig standardisiert und werden entweder in der zweipoligen Variante für den Konturenstecker CEE 7/17 oder der dreipoligen Variante für CEE 7/7 auf den Stecker des importierten Geräts aufgesteckt. Sie können nur durch Gewalteinwirkung entfernt werden, was sie von Reiseadaptern unterscheidet, deren Dauerbetrieb in der Schweiz untersagt ist.
Am 21. September 2017 hat das Programm zur Gewährleistung der Effizienz und Leistungsfähigkeit der Rechtsetzung (REFIT) der Europäischen Kommission seinen Standpunkt veröffentlicht, dass eine Einführung eines neuen einheitlichen Standards zu langwierig und zu kostenintensiv wäre und nicht vertretbare Mengen an Elektroschrott verursachen würde.

## Verbreitung

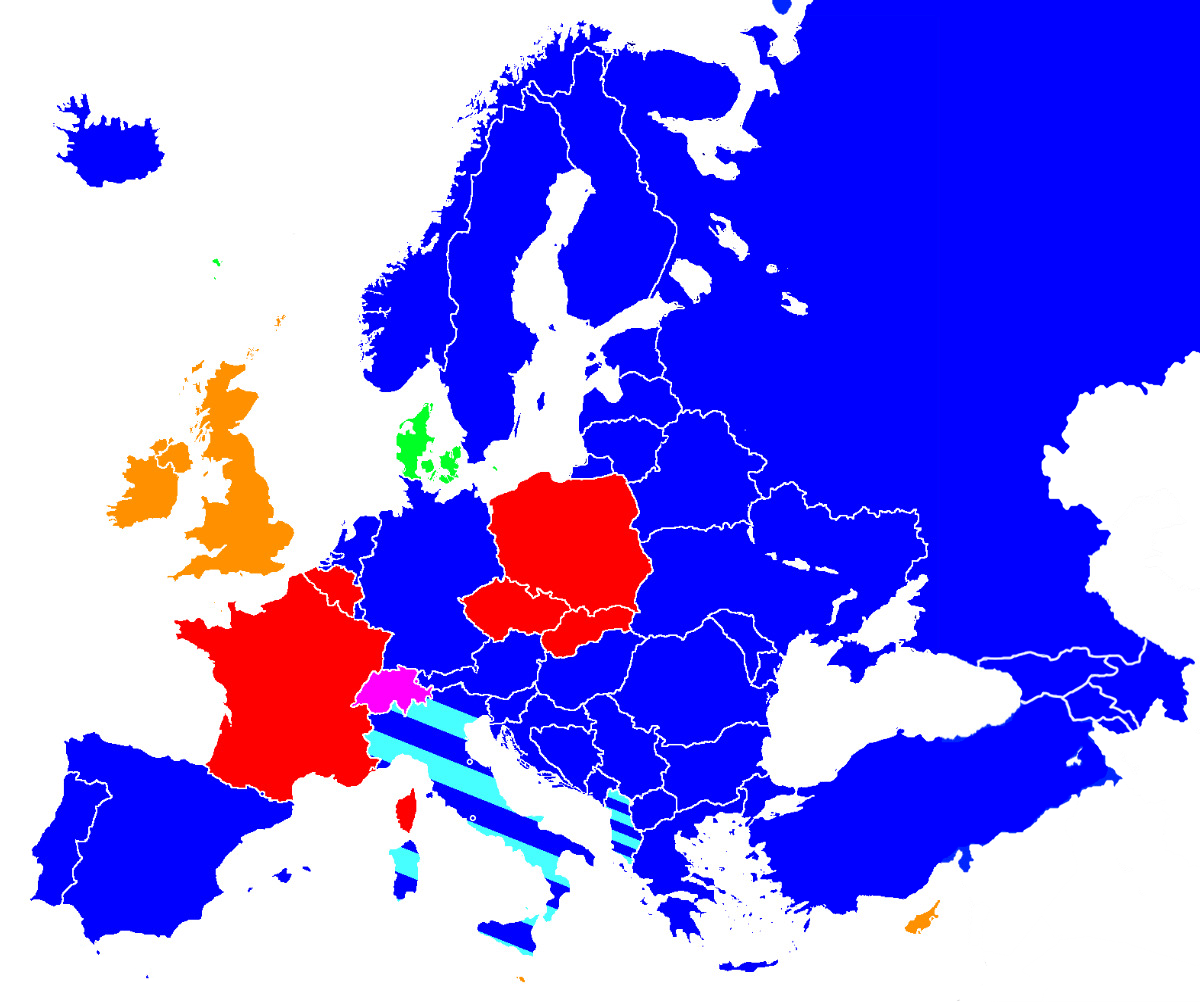
Farbschlüssel
französisches Steckersystem (Typ E)
Schuko-Steckersystem (Typ F, CEE 7/4)
britisches Steckersystem (Typ G, BS 1363)
Schweizer Steckersystem (Typ J, SN 441011)
dänisches Steckersystem (Typ K)
italienisches Steckersystem (Typ L)

Das allgemeinere System CEE 7/7 gehört zu den am meisten verbreiteten Stecksystemen der Welt – zumindest was die Anzahl der Stecker und Steckdosen angeht.
Unter anderem folgende Länder nutzen als primäres System das Schuko-System CEE 7/4:
- Afghanistan
- Algerien
- Andorra
- Belarus
- Bosnien-Herzegowina
- Bulgarien
- Deutschland
- Estland
- Finnland
- Griechenland
- Indonesien
- Iran[17]
- Island
- Italien/San Marino/Vatikanstaat (Norm: CEI 23-50 P 30, S 30, S 31, zusammen mit CEI 23-50 L-Typ-Steckern)
- Kroatien
- Lettland
- Litauen
- Luxemburg
- Nordmazedonien
- Montenegro
- Mongolei
- Mosambik
- Republik Moldau
- Niederlande
- Norwegen
- Österreich
- Portugal
- Rumänien
- Russland
- Schweden
- Serbien
- Slowenien
- Spanien
- Südkorea (Norm: KSC 8305)
- Syrien (es existiert keine offizielle Norm, oft verwendet)
- Türkei (es existiert keine offizielle Norm, oft verwendet)
- Ukraine
- Ungarn

Unter anderem diese Länder setzen das über CEE 7/7 kompatible „französische“ System CEE 7/5 ein:
- Belgien
- Frankreich und ein Teil der ehemaligen Kolonien
- Marokko
- Monaco
- Polen
- Slowakei
- Tschechien
- Tunesien

Diese europäischen Länder haben eigene mechanisch und teilweise elektrisch inkompatible Systeme:
- Dänemark: Stecker-Typ K
- Großbritannien, Irland, Malta und Zypern: Stecker-Typ G
- Italien: Stecker-Typ L, bei neueren Steckdosen jedoch als Kombination aus Typ L und Schuko möglich
- Schweiz, Liechtenstein: SEV 1011 (dort ist die Installation von Schuko-Steckdosen sowie der Verkauf von Geräten mit Schuko-Steckern nicht gestattet)

## Prüfung, Zulassung, Zertifizierung
In den jeweiligen Ländern, die den Schuko- bzw. CEE-7/7-Stecker verwenden, gibt es staatliche Organisationen und Vereine, welche die Prüfung, Zulassung und Zertifizierung dieser Stecker und Systeme durchführen. Diese Einrichtungen übernehmen generell die Zertifizierung von elektrischen Geräten und Installationsmaterial und garantieren damit ein gleichbleibendes Sicherheitsniveau. In Europa übernehmen dies folgende Gesellschaften:
| Land        | Organisation  |
| ----------- | ------------- |
| Österreich  | ÖVE           |
| Schweiz     | Electrosuisse |
| Deutschland | VDE           |
| Finnland    | FIMKO         |
| Niederlande | KEMA          |
| Russland    | GOST-R        |
| Belgien     | CEBEC         |
| Norwegen    | NEMKO         |
| Dänemark    | DEMKO         |
| Frankreich  | LCIE          |
| Italien     | IMQ           |
| Schweden    | SEMKO         |

Da die Zertifizierung freiwillig und teuer ist, verzichten viele Hersteller auf die Zertifizierung in allen Ländern. Die Standard-Bemessungswerte (ein Bemessungsstrom 16 A und eine Bemessungsspannung 250 V) sind in der DIN VDE 0620-1, Stecker und Steckdosen für den Hausgebrauch und ähnliche Anwendungen – Teil 1: Allgemeine Anforderungen an ortsfeste Steckdosen, festgelegt, ebenso Belastungsprüfungen der Steckdosen; dabei werden die Steckdosen auch eine Stunde lang mit einem Strom von 22 A betrieben, wobei sie sich nicht mehr als 45 Kelvin erwärmen dürfen. Die Zertifizierungen gelten untereinander als weitgehend gleichwertig. Dem Endverbraucher kann der Aufdruck daher egal sein, solange zumindest einer darauf angebracht ist.

## Besonderheiten

### Farben
In einigen sicherheitskritischen Bereichen wie Krankenhäusern werden Schuko-Steckdosen in verschiedenen Farben eingesetzt. Die Farbcodierung ist nicht genormt. Häufig werden folgende Farben gewählt:
| Farbe          | Beschriftung    | Bezeichnung                    | Bedeutung |
| -------------- | --------------- | ------------------------------ | --- |
| (neutral)      |                 |                                | normale Steckdose, direkt an das örtliche Versorgungsnetz angeschlossen |
| rot            | EDV             | EDV-Netz                       | EDV-Netz mit Überspannungsschutz, separate Verteilungen. Teilweise sind diese Anschlüsse durch eine galvanische Trennung vom Netz durch Trenntransformatoren geschützt. Zusätzlich können die Anschlüsse für einen kurzzeitigen Ausfall einige Sekunden mithilfe einer USV überbrückt werden. |
| orange         | ZSV             | Zentrale Sicherheitsversorgung | Netz mit unterbrechungsfreier Versorgung mithilfe eines akkugepufferten Netzes. Für die Weiterversorgung kritischer Infrastruktur wie unter anderem OP-Beleuchtung, Beatmungsgeräte, Herz-Lungen-Maschinen und Patientenmonitoring in Intensivbereich.                                        |
| grün           | SV              | Sicherheitsversorgung          | Die Sicherheitsversorgung kann wie bei der ZSV akkugepuffert sein. Diese kann aber meist nur die Zeit überbrücken, bis die Versorgung durch eine Netzersatzanlage steht. |
| (unspezifisch) |                 |                                | gefiltertes, aber nicht ausfallsicheres Netz; hier gibt es ein sauberes Strombild und daher sollten dort auch keine nichtlinearen Verbraucher angeschlossen werden |
| (unspezifisch) | Röntgen, CTG, … |                                | extra gekennzeichnete Steckdosen für med. Gerät; Röntgen, CTG usw., welche mit einem allstromsensitiven Fehlerstrom-Schutzschalter gesichert werden. Dieser detektiert auch schleichende Gleichströme gegen Erde.                                                                             |

In einigen Werkstätten kennzeichnen rote Schuko-Steckdosen eine galvanische Trennung vom restlichen Stromnetz, beispielsweise über einen Trenntransformator (IT-System). Grün kann auch bedeuten, dass die entsprechenden Dosen durch im Raum befindliche Notausschalter nicht vom Netz getrennt werden.

### Bajonettverschluss

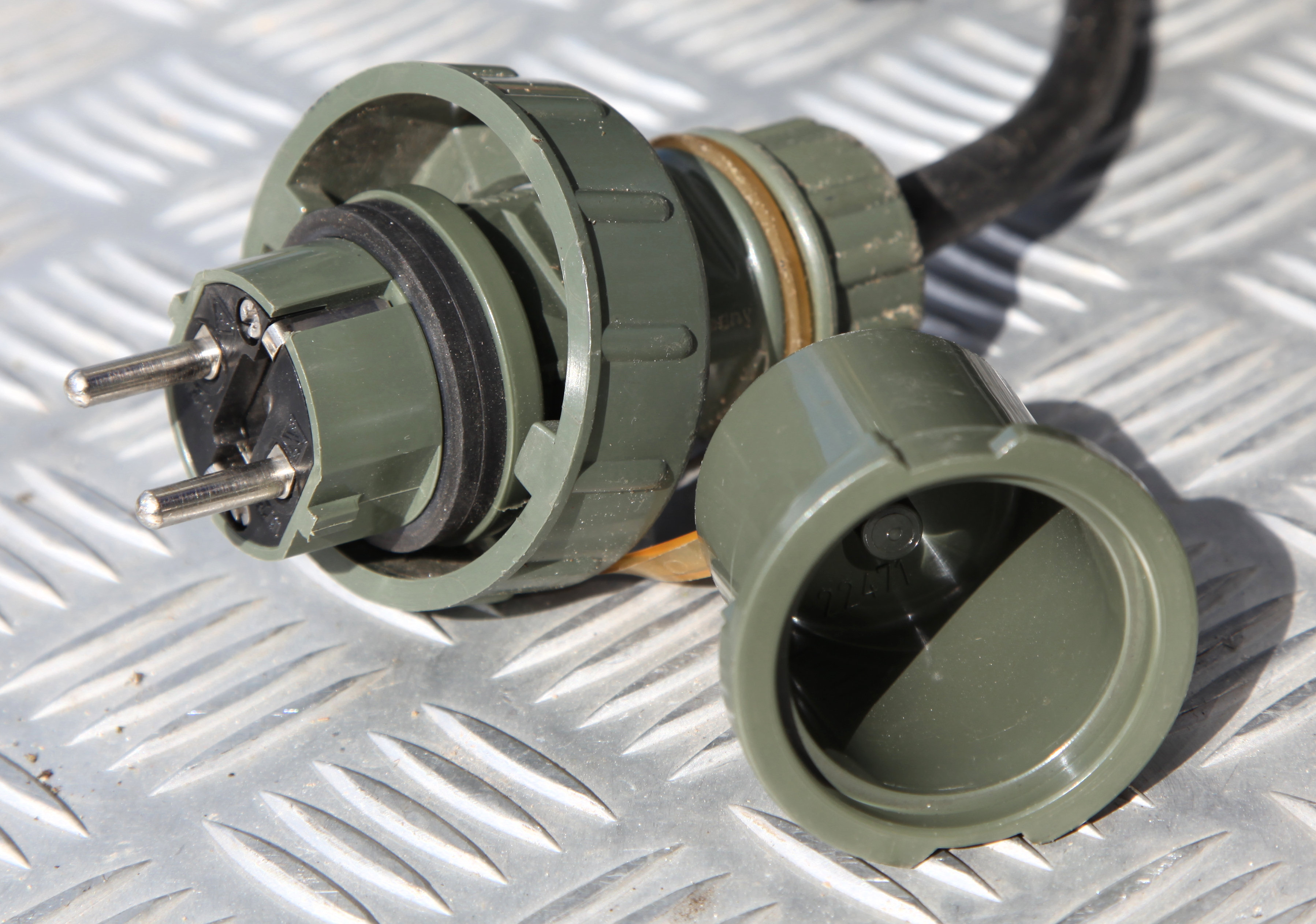
IP67-Stecker mit Bajonettverriegelung am Stecker und geöffneter Abdeckkappe. Deutlich ist am Stecker der Dichtungsgummiring (schwarz) zu erkennen.

Bei der Bundeswehr und Hilfsorganisationen wie der Feuerwehr oder dem Technischen Hilfswerk kommen spezielle Bajonettkupplungen mit Dichtungsgummi nach DIN 49442/43 zum Einsatz, welche die Anforderungen der Schutzart IP67 (zeitweiliges Untertauchen) erfüllen. Korrekt verriegelte Verbindungen können gefahrlos im Regen, in Bereichen, die durch Löschwasser beeinträchtigt sind, oder in überfluteten Kellerräumen eingesetzt werden. Darüber hinaus gibt es auch spritzwassergeschützte Schuko-Steckverbinder.

## Normen
Die Steckerform Schuko ist beschrieben in den Normen:
- DIN 49440 Zweipolige Steckdosen mit Schutzkontakt, 10 A, 250 V≅ und 10 A, 250 V–, 16 A, 250 V∼; Hauptmaße[19]
- DIN 49441 Zweipolige Stecker mit Schutzkontakt, 10 A, 250 V≅ und 10 A, 250 V–, 16 A, 250 V∼[20]
- DIN VDE 0620-1 (VDE 0620-1): 2021-02 Stecker und Steckdosen für den Hausgebrauch und ähnliche Anwendungen Teil 1: Allgemeine Anforderungen an ortsfeste Steckdosen

- IEC/TR 60083: Plugs and socket-outlets for domestic and similar general use standardized in member countries of IEC. International Electrotechnical Commission, Mai 2004. Dieser 359 Seiten umfassende Bericht beschreibt weltweit alle nationalen Normen für Stromnetz-Stecker und -Dosen für den Hausgebrauch. Er löst damit die CEE-Publikation 7 ab, die diese Information 1963 nur für europäische Systeme zusammenfasste.
  - CEE 7/4 (ohne Rezeptor für Stecker-Typ E, französisches System)
  - CEE 7/7 (mit Rezeptor für Stecker-Typ E, französisches System)

## Marke
Das Wort SCHUKO ist für die Waren „Elektrisches Installationsgerät“ o. ä. eine in vielen Ländern eingetragene Marke. Inhaber dieser Marke ist der SCHUKO-Warenzeichenverband.